# ATP Challenger Kawana
Der ATP Challenger Kawana (offiziell: Kia International in Kawana) war ein Tennisturnier, das 2006 einmal in Kawana, einem Vorort von Rockhampton in Australien, stattfand. Es gehörte zur ATP Challenger Tour und wurde in der Halle auf Hartplatz gespielt.

## Liste der Sieger

### Einzel
| Jahr | Sieger            | Finalgegner | Ergebnis      |
| ---- | ----------------- | ----------- | ------------- |
| 2006 | Julien Jeanpierre | Lu Yen-hsun | 6:3, 1:6, 6:4 |

### Doppel
| Jahr | Sieger                      | Finalgegner               | Ergebnis         |
| ---- | --------------------------- | ------------------------- | ---------------- |
| 2006 | Nathan Healey Robert Smeets | Alexander Peya Lars Uebel | 5:7, 6:0, [10:8] |